# 吳巒
吴峦（？—944年），五代将领。字宝川，卢县（今山东省茌平县西南）人。
唐末帝李从珂时担任大同节度判官。石敬瑭割让幽云十六州时，他在云州关城拒命，契丹军攻城七月不下。不久被石敬瑭召回，担任复州防御使。后任权知贝州军州事，天福九年（944年）契丹大举南下，吴峦坚守贝州，遭部将邵珂出卖而失守，投井而亡。

## 延伸阅读
[在维基数据编辑]
 《舊五代史·卷95》，出自薛居正《舊五代史》
 《新五代史/卷29》，出自歐陽修《新五代史》